# Парк дачі «Місхор»
Парк дачі «Місхор» — парк-пам'ятка садово-паркового мистецтва місцевого значення, розташований у смт Кореїз Ялтинської міськради. Створений відповідно до Постанови ВР АРК № 913-2/2000 від 16 лютого 2000 року.

## Опис
Землекористувачем є санаторний комплекс «Дюльбер», площа — 2,29 га. Парк розташований у смт Кореїз Ялтинської міськради.
Парк створений із метою охорони та збереження в природному стані унікального для Південного берега Криму паркового комплексу, який поєднує на своїй території величезну колекцію видів-інтродуцентів, що включають у себе особливо рідкісні рослини, в тому числі занесені до Червоної книги України та Червону книгу Республіки Крим.